# Stanowiska starożytnej metalurgii żelaza w Burkinie Faso
Stanowiska starożytnej metalurgii żelaza w Burkinie Faso (fr. Sites de métallurgie ancienne du fer du Burkina Faso) – obiekt z listy światowego dziedzictwa UNESCO, obejmuje pięć dawnych stanowisk wytwarzania żelaza z rudy w Regionie Północnym, Regionie Centralno-Północnym i Regionie Boucle du Mouhoun w Burkinie Faso. Najstarsze z tych stanowisk datowane są od około 800 r. p.n.e., co czyni je najstarszymi znanymi stanowiskami metalurgii w Burkinie Faso.

## Opis
Pięć zespołów metalurgicznych tworzących obiekt światowego dziedzictwa zlokalizowanych jest w miejscowościach Douroula, Tiwêga, Yamané, Kindibo i Békuy. Obiekt obejmuje ruiny łącznie 15 pieców szybowych wraz z mniejszymi piecami, kopalniami i osadami w ich otoczeniu. Piece szybowe mają do pięciu metrów wysokości i działają na zasadzie ciągu naturalnego - wymagają tylko dopływu powietrza z otoczenia. Inne mniejsze piece wymagały użycia miechów.
Duże piece szybowe występują tylko we wspomnianych regionach kraju, podczas gdy na mniejsze piece natrafiono w całej Burkinie Faso.
Stanowisko Tiwêga, zlokalizowane 5 kilometrów na zachód od miasta Kaya, obejmuje trzy piece o bezpośredniej indukcji w kształcie ściętych stożków. Według tradycji ustnej piece te miałyby zostać zbudowane między XV a XVIII wiekiem. Były nadal używane w okresie kolonialnym, jednak dokładne ich datowanie wymaga dalszych badań archeologicznych.
Stanowiska Yamané i Kindibo również obejmują duże piece zbudowane w podobny sposób. Datuje się je odpowiednio na XIII-XIV wiek i X-XI wiek. Mniejsze piece w ich otoczeniu są znacznie nowsze - powstały po XV wieku.
Stanowisko Békuy wyróżnia się dużą ilością nagromadzonego żużlu tworzącego hałdy do 11 metrów wysokości w pobliżu ruin pieca. Piece w tej lokalizacji są starsze (V wiek p.n.e.) i częściowo zagłębione w ziemi. Wymagały użycia miechów.
Najstarsze piece odnaleziono na stanowisku Douroula, na którym prace metalurgiczne prowadzone były od VIII wieku p.n.e. Stanowisko to obejmuje najstarsze ślady obróbki żelaza na terytorium Burkiny Faso.
Wraz z kolonizacją kraju przez Francuzów w latach 90. XIX wieku znaczenie starożytnych pieców zmalało, jednak żelazo jest nadal wydobywane w tym regionie.